# Grayville (Illinois)
Grayville est une petite ville des comtés d'Edwards et de White, en Illinois, aux États-Unis. Les premiers pionniers arrivent dans le comté de White entre 1807 et 1809 et la ville est fondée vers 1810. Elle est incorporée le 27 mai 1884,. Lors du recensement de 2010, la ville comptait une population de 1 666 habitants.
La ville a été nommée d'après James Gray, un de ses fondateurs originaire de Virginie.

## Démographie
Lors du recensement de 2010, la ville comptait une population de 1 666 habitants. Elle est estimée, en 2016, à 1 623 habitants.

## Source de la traduction
- (en) Cet article est partiellement ou en totalité issu de l’article de Wikipédia en anglais intitulé « Grayville, Illinois » (voir la liste des auteurs).